# 薩季夫西基杜比尼
50°42′54″N 24°49′50″E / 50.71500°N 24.83056°E
薩季夫西基杜比尼（烏克蘭語：Садівські Дубини），是烏克蘭的村落，位於該國西部沃倫州，由沃洛德米爾區負責管轄，面積0.75平方公里，海拔高度241米，2001年人口67，人口密度每平方公里89.33人。